# علي أغا أغاييف
علي أغا إسمعيل أوغلو أغاييف (بالأذربيجانية: Əliağa İsmayıl oğlu Ağayev) - هو ممثل كوميدى مسرحي وسينمائي أذربيجاني بارز، لُقِّب بفنان الشعب في جمهورية أذربيجان الاشتراكية السوفيتية (1954).

## حياته ومشواره المهني
ولد علي أغا أغاييف في مدينة باكو، في 21 مارس، عام 1913.
تخرج من الصف السابع في عام 1930 وبعد ذلك درس في مدرسة للفنون التابعة مصنع إصلاح السفن عن كومونة باريس.
بعد عامين ينتهى علي أغا دراسته وعمل كبراد السفينة في المصنع.
كان أول دوره علي أغا أغاييف هو حاجي قارى في كوميديا «حاجي قارى» لميرزا فتالي أخوندوف.
دخل علي أغا أغاييف إلى فريق مسرح المتفرجين الشباب في أذربيجان في عام 1936.
للمرة الأولى تظاهر علي أغا أغاييف على خشبة المسرح المحترف، بدوره جاك في أداء دراما «أطفال الكابتن جرانت».
تم قبول علي أغا أغاييف إلى فريق مسرح الدراما الأكاديمي الحكومي أذربيجاني في عام 1961.
أول دوره أصلي لعلي أغا أغاييف في هذا المسرح هو صورة أبيش سوركاييفيتش في كوميديا «نحن نأتي إلى العمل» لشيخالي جوربانوف.
تم منح علي أغا أغاييف بجائزة تكريم الفنان في جمهورية أذربيجان في 17 يونيو، عام 1943 وبإسم فنان الشعب في 27 فبراير، عام 1954.
توفي عادل اسكنداروف في 13 نوفمبر، عام 1983 في مدينة باكو.

## جوائزه
- وسام الراية الحمراء من حزب العمال
- فنان الشعب في جمهورية أذربيجان الاشتراكية السوفيتية

## فيلموغرافية
- العمل رقم 777 (1992)
- أرشين مال ألان (1965)
- ابن أخت الزوج (1977)
- بشير سفار أوفلو|بشير سفارأوغلو (1969)
- شخصان من حي واحد (1957)
- مدرسنا الجبيش (1969)
- أولاد لشوارعنا (1973)
- لحظات العمر الكبيرة (2006)
- مجنون كور (1969)
- رجل المنزل (1978)
- أريد أن أتزوج (1983)
- اين احمد؟ (1963)
- لقاء (1955)
- هدية (1974)
- صندوق «كازبيك» (1958)
- كوروغلو (1960)
- هبوط دموي (1985)
- من أجل القانون (1968)
- الحجارة السوداء (1956)
- والدي العزيز (1970)
- مشهدي عباد - 80 (1980)
- معلم الموسيقى (1983)
- خبز مشترك (1969)
- هات (2007)
- مرحبا يا زينب! (1982)
- المربع السحري (1973)
- ثوب سحري (1964)
- حياة عزير (1981)

## روابط خارجية
- علي أغا أغاييف على موقع IMDb (الإنجليزية)
- علي أغا أغاييف على موقع قاعدة بيانات الفيلم (الإنجليزية)
- علي أغا أغاييف على موقع كينوبويسك (الروسية)